# Héléna Ciak
Héléna Ciak (* 15. Dezember 1989 in Dünkirchen) ist eine ehemalige französische Basketballspielerin.

## Laufbahn
Die Tochter des 2,18 Meter großen früheren polnischen Basketballnationalspieler Piotr Ciak gab zunächst der Schulbildung den Vorzug gegenüber dem Leistungssport, 2006 lehnte sie das Angebot ab, ans französische Nachwuchsleistungszentrum INSEP zu wechseln.
2011 ging sie vom Zweitligisten Roche Vendée zu Perpignan Basket und spielte mit dem Verein später in der ersten Liga. Mit Montpellier und Bourges gewann Ciak die französische Meisterschaft sowie 2016 mit Bourges ebenfalls den europäischen Wettbewerb Eurocup. Von 2016 bis 2018 stand sie bei Dynamo Kursk in Russland unter Vertrag. Mit dem Verein gelang ihr im April 2017 der Sieg in der Euroleague. Im April 2023 holte Ciak zum zweiten Mal in ihrer Laufbahn den Sieg im Eurocup, diesmal mit Lyon ASVEL Féminin.
2024 kehrte sie mit ihrem Wechsel zu Entente Sportive Basket Villeneuve d'Ascq Lille Métropole in ihre Heimatregion zurück. Im Dezember 2024 gab sie das Ende ihrer Laufbahn bekannt.
Ciak gewann mit Frankreich dreimal die Silbermedaille bei Europameisterschaften sowie Bronze bei den 2021 ausgetragenen Olympischen Sommerspielen 2020.

### Erfolge
- Bronzemedaille bei den Olympischen Sommerspielen 2020
- Silbermedaille bei der Europameisterschaft 2015, 2017, 2021
- Euroleague-Siegerin 2017
- Eurocup-Siegerin 2016, 2023
- Französische Meisterin 2014, 2015, 2023
- Französische Zweitligameisterin 2012
- Spielerin des Jahres der französischen Liga 2019